# Droga wojewódzka 898
Die Droga wojewódzka 898 (DW 898) ist eine zwölf Kilometer lange Droga wojewódzka (Woiwodschaftsstraße) in der polnischen Woiwodschaft Masowien, die Babice Nowe mit Warszawa verbindet. Die Strecke liegt im Powiat Warszawski Zachodni und in der Kreisfreien Stadt Warszawa.

## Streckenverlauf
Woiwodschaft Masowien, Powiat Warszawski Zachodni
-  Babice Nowe (DW 580)
- Janów
- Klaudyn
- Mościska

Woiwodschaft Masowien, Kreisfreie Stadt Warszawa
-  Warszawa (Warschau) (A 2, S 2, S 8, S 79, DK 2, DK 7, DK 8, DK 17, DK 61, DK 79, DW 580, DW 621, DW 629, DW 631, DW 633, DW 634, DW 637, DW 706, DW 711, DW 717, DW 719, DW 724, DW 801)